# Dorfkirche Prießnitz

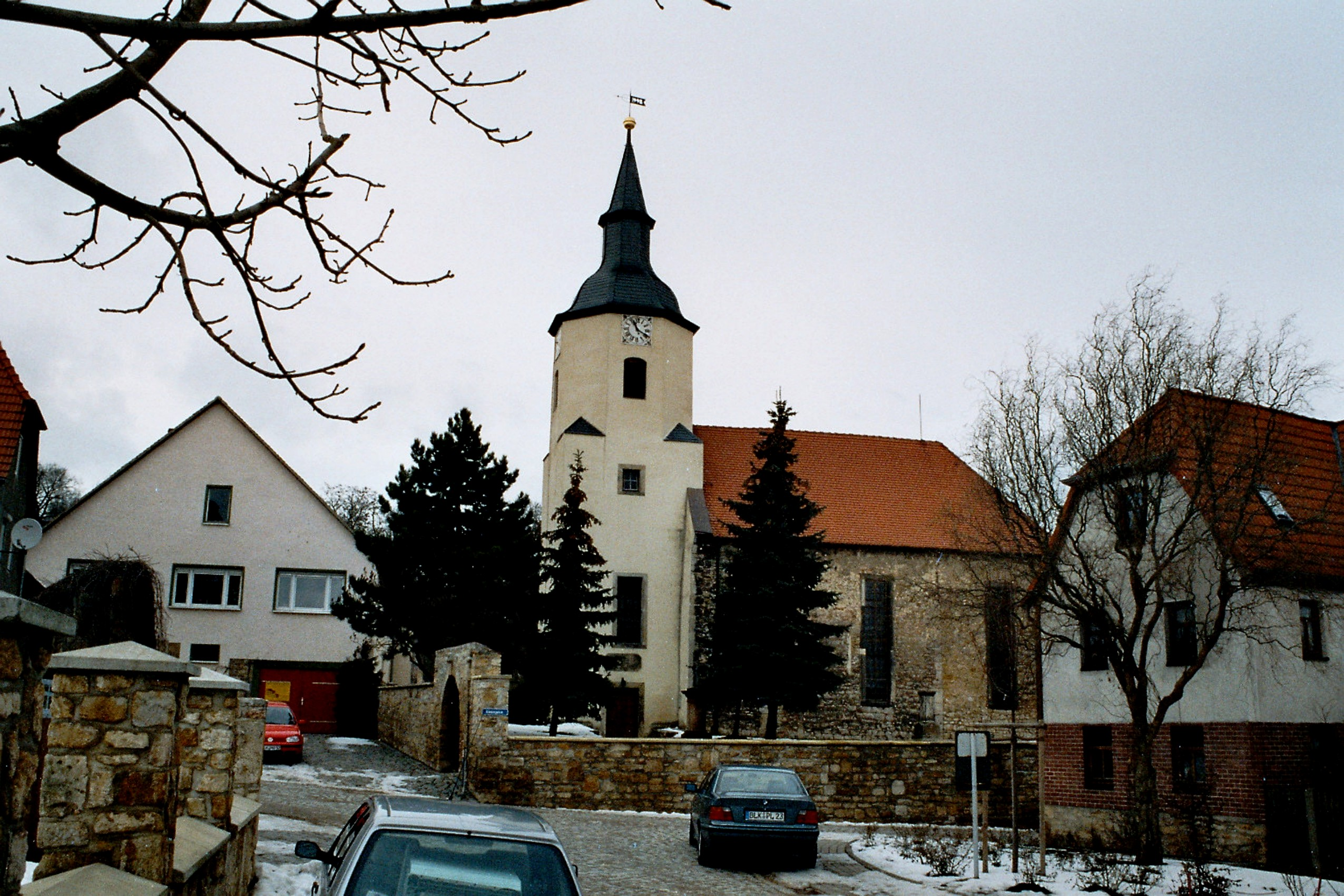
Die Kirche in Prießnitz

Die evangelische Dorfkirche Prießnitz befindet sich in Prießnitz, einem Ortsteil der Stadt Naumburg (Saale) im Burgenlandkreis in Sachsen-Anhalt. Sie steht unter Denkmalschutz und ist mit der Erfassungsnummer 094 83715 im Denkmalverzeichnis des Landes registriert.

## Beschreibung

### Gebäude
Die Kirche wird von einer hohen Mauer mit einem Rundbogentor eingefasst. Der Westturm der Saalkirche besitzt eine Schweifhaube mit Laterne. Der Chor des Bauwerks stammt aus dem zweiten Viertel des 15. Jahrhunderts und besitzt im östlichen Teil Maßwerkfenster sowie Maskenkonsolen unter dem Kreuzgratgewölbe. Nach einem Brand im Jahr 1705 erfolgte eine Barockisierung des Baukörpers. Eine Inschrift aus dem Jahr 1748 im Turm weist auf dessen Erhöhung in dieser Zeit hin.

### Innenraum und Ausstattung
Das Schiff besitzt eine Felderdecke sowie eine doppelgeschossige Hufeisenempore, die mit Rocaillemalereien versehen ist. Der Kanzelaltar mit Rebensäulen stammt aus dem ersten Viertel des 18. Jahrhunderts. Über seinen seitlichen Pforten befinden sich Petrus und Johannes der Evangelist, im oberen Teil sind Engel neben dem Gottesauge im Wolkenkranz zu sehen. An der Ostwand des Altarraumes befinden sich Reste einer spätgotischen Ausmalung.